# Edmond (Oklahoma)
Pour les articles homonymes, voir Edmond.
Edmond est une ville de l'Oklahoma située dans le comté d'Oklahoma, aux États-Unis. Sa population s’élevait à 81 405 habitants lors du recensement de 2010, estimée à 91 191 habitants en 2016. De par sa population, c’est la 6e ville de l’État.

## Source
- (en) Cet article est partiellement ou en totalité issu de l’article de Wikipédia en anglais intitulé « Edmond, Oklahoma » (voir la liste des auteurs).